# Zhang Wannian

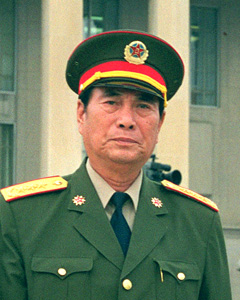
Zhang Wannian

Zhang Wannian (chinesisch 张万年; * August 1928 in Longkou, Shandong; † 14. Januar 2015) war ein chinesischer General der Volksbefreiungsarmee und Politiker der Kommunistischen Partei Chinas (KPCh), der zwischen 1992 und 1995 Chef des Generalstabes und damit militärischer Befehlshaber der Streitkräfte war. Er war außerdem zwischen 1995 und 2003 Vize-Vorsitzender der Zentralen Militärkommission der Volksrepublik China sowie von 1997 bis 2002 Mitglied des Politbüros der KPCh und Vize-Vorsitzender der Zentralen Militärkommission des ZK der KPCh.

## Leben
Zhang Wannian trat nach dem Schulbesuch 1944 in die Volksbefreiungsarmee ein und wurde 1945 Mitglied der Kommunistischen Partei Chinas (KPCh). Er war zwischen 1947 und 1948 stellvertretender Politoffizier einer Kompanie der Demokratischen Vereinigten Armee in Nordostchina und nahm als solcher während der Endphase des Chinesischen Bürgerkrieges 1948 an Gefechten in Xinkailing, im Tashan-Gebirge, in Peking und Tianjin sowie zuletzt um Guangxi teil. Im Anschluss war er unter anderem von 1948 bis 1950 Chef der Fernmeldeeinheit eines Regiments der Nordost-Feldarmee, Stabsoffizier in einem Regiment während des Koreakrieges sowie zwischen 1956 und 1958 Stabschef eines Regiments. 1958 begann er ein Studium an der Militärakademie der Volksbefreiungsarmee in Nanjing, das er 1961 abschloss. Daraufhin war er von 1961 bis 1962 stellvertretender Regimentskommandeur sowie zwischen 1962 und 1966 Kommandeur eines Regiments, ehe er von 1966 bis 1968 stellvertretender Leiter der Kampfabteilung der Militärregion Guangzhou war.
Im Anschluss fungierte Zhang Wannian zwischen 1968 und 1978 als Kommandeur einer Division und absolvierte während dieser Zeit erneut ein Studium an der Militärakademie der Volksbefreiungsarmee. Daraufhin war er von 1978 bis 1981 zunächst stellvertretender Kommandeur einer Armee sowie zwischen 1981 und 1982 Kommandeur einer Armee, ehe er von 1982 bis 1987 stellvertretender Kommandeur des in der Militärregion Guangzhou gelegenen Militärdistrikts Wuhan war. Zugleich wurde er auf dem XII. Parteitag der KPCh 1982 Kandidat des Zentralkomitees (ZK der KPCh) und bekleidete diese Funktion bis 1992. Er war von 1987 bis 1990 Kommandeur sowie in Personalunion stellvertretender Sekretär des Parteikomitees der Militärregion Guangzhou und wurde als solcher 1988 zum Generalleutnant befördert. Danach übernahm er zwischen 1990 und 1992 in Personalunion die Funktionen als Kommandeur sowie stellvertretender Sekretär des Parteikomitees der Militärregion Jinan.

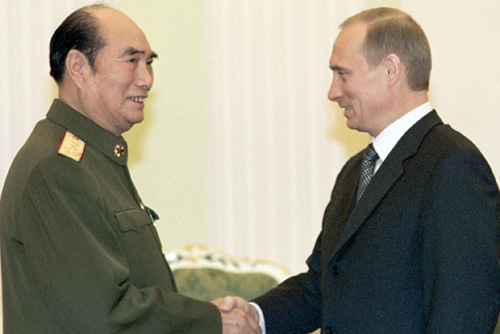
Zhang Wannian bei einem Treffen mit dem Präsidenten Russlands Wladimir Wladimirowitsch Putin am 21. Februar 2001

Zhang Wannian löste 1992 General Chi Haotian als Chef des Generalstabes der Volksbefreiungsarmee ab und war damit bis zu seiner Ablösung durch General Fu Quanyou 1995 militärischer Befehlshaber der Streitkräfte. Auf dem XIV. Parteitag 1992 wurde er auch Mitglied des ZK der KPCh und gehörte diesem Gremium bis 2002 an. Zugleich wurde er 1992 auch Mitglied der Zentralen Militärkommission des ZK und 1993 zudem Mitglied der Zentralen Militärkommission der Volksrepublik China. Des Weiteren war er zwischen 1993 und 2003 Abgeordneter des Nationalen Volkskongresses als Mitglied der Delegation der Volksbefreiungsarmee als Vertretung der Soldaten. 1993 erfolgte seine Beförderung zum General. Als solcher fungierte er zwischen 1995 und 2003 als Vize-Vorsitzender der Zentralen Militärkommission der Volksrepublik China sowie in Personalunion von 1995 bis 2002 als Vize-Vorsitzender der Zentralen Militärkommission des ZK der KPCh.
Zuletzt wurde Zhang auf dem XV. Parteitag 1997 auch Mitglied des Politbüros der Kommunistischen Partei Chinas, dem zentralen Machtorgan in der Volksrepublik China, das zwischen den Plenarsitzungen des Zentralkomitees der Kommunistischen Partei Chinas über alle Führungsvollmachten verfügt und die eigentliche Entscheidungsgewalt über die Richtlinien der Politik hat. Diesem Gremium gehörte er bis 2002 an. Zugleich war er zwischen 1997 und 2002 Mitglied des Sekretariats des ZK der KPCh sowie Direktor des Wahlkomitees der Volksbefreiungsarmee.

## Weblink
- Eintrag in China Vitae

| Personendaten    | Personendaten                                                         |
| ---------------- | --------------------------------------------------------------------- |
| NAME             | Zhang, Wannian                                                        |
| ALTERNATIVNAMEN  | 张万年 (chinesisch)                                                   |
| KURZBESCHREIBUNG | chinesischer Offizier, General (shang jiang) der Volksbefreiungsarmee |
| GEBURTSDATUM     | August 1928                                                           |
| GEBURTSORT       | Longkou, Shandong                                                     |
| STERBEDATUM      | 14. Januar 2015                                                       |